# Fortificações do Bom Sucesso do Porto Calvo
As Fortificações do Bom Sucesso do Porto Calvo localizavam-se junto à foz do rio Manguaba, defendendo a vila do Bom Sucesso do Porto Calvo (hoje Porto Calvo), no litoral norte do atual estado brasileiro de Alagoas.

## História
O Forte de Bom Sucesso do Porto Calvo remonta a uma fortificação de campanha erguida no contexto da segunda das Invasões holandesas do Brasil (1630-1654) pelo conde de Bagnoli em 1634, por determinação do Superintendente da Guerra da Capitania de Pernambuco, Matias de Albuquerque (c. (1590-1647). Em faxina e terra, foi conquistado por forças neerlandesas da frota do Almirante Jan Corneliszoon Lichthart, em março de 1635, que o fez reforçar e ampliar. Guarnecido por 420 homens sob o comando do Sargento-mor Alexandre Picard, foi cercado a 12 de Julho e reconquistado a 19 de Julho de 1635 por Matias de Albuquerque e Antônio Filipe Camarão (c. 1601-1648) em retirada para a capitania da Bahia após a queda do Arraial Velho do Bom Jesus. Domingos Fernandes Calabar (1609-1635) foi aí capturado na ocasião e, após julgamento sumário, foi enforcado e esquartejado (22 de julho), tendo os seus despojos sido expostos em praça pública (BARLÉU, 1974:39). Logo após, a posição foi abandonada, de modo que à chegada de Sigismund van Schkoppe, a 24 de julho, a povoação foi encontrada deserta.
Reocupada por tropas portuguesas em Janeiro de 1636, as suas defesas foram reparadas e reforçadas pelo conde de Bagnoli, na iminência do ataque de Maurício de Nassau (1604-1679) a Porto Calvo (1637). Delas encontramos descrição em BARLÉU (1974):
"De antemão [Bagnoli] fortificara as margens do rio [Manguaba] com trincheiras para as quais se retirou, informado da chegada de Nassau, seja por desconfiar dos armamentos, pois em soldados se avantajava a nós, seja com o fim de atrair os nossos para debaixo do baluarte do referido porto [das Pedras]. Junto de um ribeiro distante do forte uma légua, assentou, num monte, os arraiais, com poder de 2.000 combatentes. Cercou o campo com dupla linha de trincheiras, fechando os desfiladeiros com toros e troncos de árvores cortados por toda a parte. O plano era conter aí o ímpeto dos holandeses para que ele, Bagnoli, mais próximo da fortaleza, pudesse defendê-la com forças armadas e ser por ela defendido." (op. cit., p. 37)
E complementando sobre a retirada de Bagnoli para o rio Camarajibe, abandonando Porto Calvo à própria sorte:
"O Conde [de Nassau] conduziu o exército [neerlendês] vencedor pela raiz das colinas, justamente para debaixo da fortaleza [de Porto Calvo]. Bagnoli, munidas as suas estâncias no monte, fez fogo contra os nossos o dia inteiro, como também o fizeram os que estavam no forte, mas com muito estrépito e pouco dano. Nesse mesmo dia, Schkoppe com os seus soldados e Lichthart com os seus marinheiros foram destacados pelo Conde [de Nassau] para tomarem a ilha [na confluência fluvial, fronteira à povoação de Porto Calvo], facilitando-se destarte o transporte das provisões. Durante a noite, o general espanhol ajuntou a bagagem e escapuliu-se, abandonando três canhões de bronze. Temeu ficar na fortaleza para não se envolver na rendição dela, e não se atreveu a impedir o cerco aos nossos para não desfalcar os seus exércitos. No dia seguinte, Nassau, examinando novamente as fortificações dos inimigos, (...) [quando] delas se aproximava, saltaram com fogos ocultos que Bagnoli, saindo alta noite, lhes deitara por cilada." (op. cit., p. 38)
Destacam-se nesta ocasião a batalha de Barra Grande, em que se notabilizou a tropa feminina de Clara Camarão (m. 1648), e a defesa de Porto Calvo pelo espanhol Miguel Guiberton, que capitulou com honras militares ante os neerlandeses (Março de 1637) após um assédio de treze dias. BARLÉU (1974) descreve a capitulação:
"Saindo da praça o vice-governador espanhol Miguel Guiberton, ilustre nas lutas contra a Holanda, oito capitães, sete alferes, quinhentos soldados, entre italianos, portugueses e espanhóis, além dos enfermos e dos feridos, fizeram nossa vitória gloriosa e útil, porquanto aos despojos de guerra se ajuntaram 22 peças de bronze, 5 de ferro, 4 morteiros, grande quantidade de granadas e de balas de ferro, morrões e outros petrechos bélicos e todo o arsenal do rei alí existente." (op. cit., p. 40)
Os vencedores procederam-lhe os reparos devidos: "Providenciadas as coisas necessárias à fortificação e resistência dos baluartes, foi Schkoppe enviado para as Alagoas (...)." (op. cit, p. 43)
Nassau, no "Breve Discurso" de 14 de janeiro de 1638, sobre o tópico "Fortificações", descreve-o:
"(...) Depois da conquista foi muito fortificado, mas ficou tal como era antes, muito irregular, e se faz mister cercá-lo de uma contra-escarpa com uma sólida paliçada. Este forte conserva ainda toda a sua artilharia e quase toda a munição que nele foi encontrada, apenas fez-se retirar algumas peças que não eram necessárias e estavam desmontadas. Está pois bem provido de tudo, e guarnecem-no duas companhias de soldados. Este forte está assentado sobre um monte alto e isolado, e não há na vizinhança outros montes altos que o dominem; correm rios ao longo de dois dos seus lados. No forte há um poço com 18 braças de profundidade, construído com pedras de cantaria quadradas, que se elevam desde o fundo até à borda, e fornece água excelente."
Adriano do Dussen complementa, informando um efetivo de quatro companhias, com 380 homens, estacionadas em Porto Calvo:
"(...) o Forte Bom Sucesso, na povoação do Porto Calvo: trata-se de um bom forte, situado no alto de um outeiro, de mais de 40 pés de altura a contar do fosso, muito escarpado. Para ficar assegurada a estabilidade da muralha há, na parte exterior, de 14 em 14 pés, uma berma; tem um fosso profundo, uma forte paliçada e uma forte contra-escarpa. Contam-se 7 peças de bronze, a saber: 2 de 24 lb, 1 de 18 lb, 1 de 22 lb, 1 de 10 lb, 1 de 8 lb, 1 de 5 lb, uma peça de ferro de 6 lb e 2 pedreiros com suas câmaras, todas peças espanholas." (Relatório sobre o estado das Capitanias conquistadas no Brasil, 4 de abril de 1640)
BARLÉU (1974) transcreve o Relatório de Dussen: "Guardamos Porto Calvo com um forte que tem nome de bom agoiro - Boaventura [sic]. Assentado no cume de um alcantil, a quarenta pés de altura, é resguardado por fossos, bastidas e coiraça e tem sete canhões de bronze, um de ferro e dois pedreiros." (op. cit., p. 144) Computa, entretanto, uma guarnição de 480 homens distribuídos entre Camaragipe e Porto Calvo (op. cit., p. 146). Esclarece que a estacada que cingia o forte foi erguida, por determinação de Nassau, na iminência de ataque ao nordeste holandês por uma frota espanhola (c. 1639): "(...) Igual tarefa executou (...) o coronel [Johann von] Koin em Porto Calvo, onde chuvas violentas e tempestades haviam danificado o forte Boaventura [sic], fazendo-o ruir em mais de um lugar." (op. cit., p. 159)
Foi reconquistado por forças portuguesas sob o comando do Capitão Lourenço Carneiro, após quarenta e dois dias de cerco, a 17 de setembro de 1645, tendo sido ocupado e arrasado (SOUZA, 1885:89), e a sua artilharia remetida para o Arraial Novo do Bom Jesus.
Segundo a tradição popular, o local do antigo forte ainda era conhecido em meados do século XX como Alto do Forte (MARROQUIM, Adalberto. Terra das Alagoas. apud: GARRIDO, 1940:76).